# 10 cm Nebelwerfer 40
10 cm Nebelwerfer 40 (10 cm NbW 40) – niemiecki ciężki moździerz z okresu II wojny światowej. Nebelwerfer (dosłownie "miotacz mgły") był przystosowany przede wszystkim do amunicji chemicznej i dymnej, ale produkowano do niego także konwencjonalną amunicję bojową. Wszedł do służby w 1941 częściowo zastępując wcześniejszy model 10 cm Nebelwerfer 35, w późniejszym czasie został także częściowo zastąpiony wielolufową wyrzutnią pocisków rakietowych znaną w Polsce jako "krowa" – Nebelwerfer.
Moździerze tego typu były użyte bojowo w Północnej Afryce, Finlandii i Rosji.